# カナダ歴史博物館

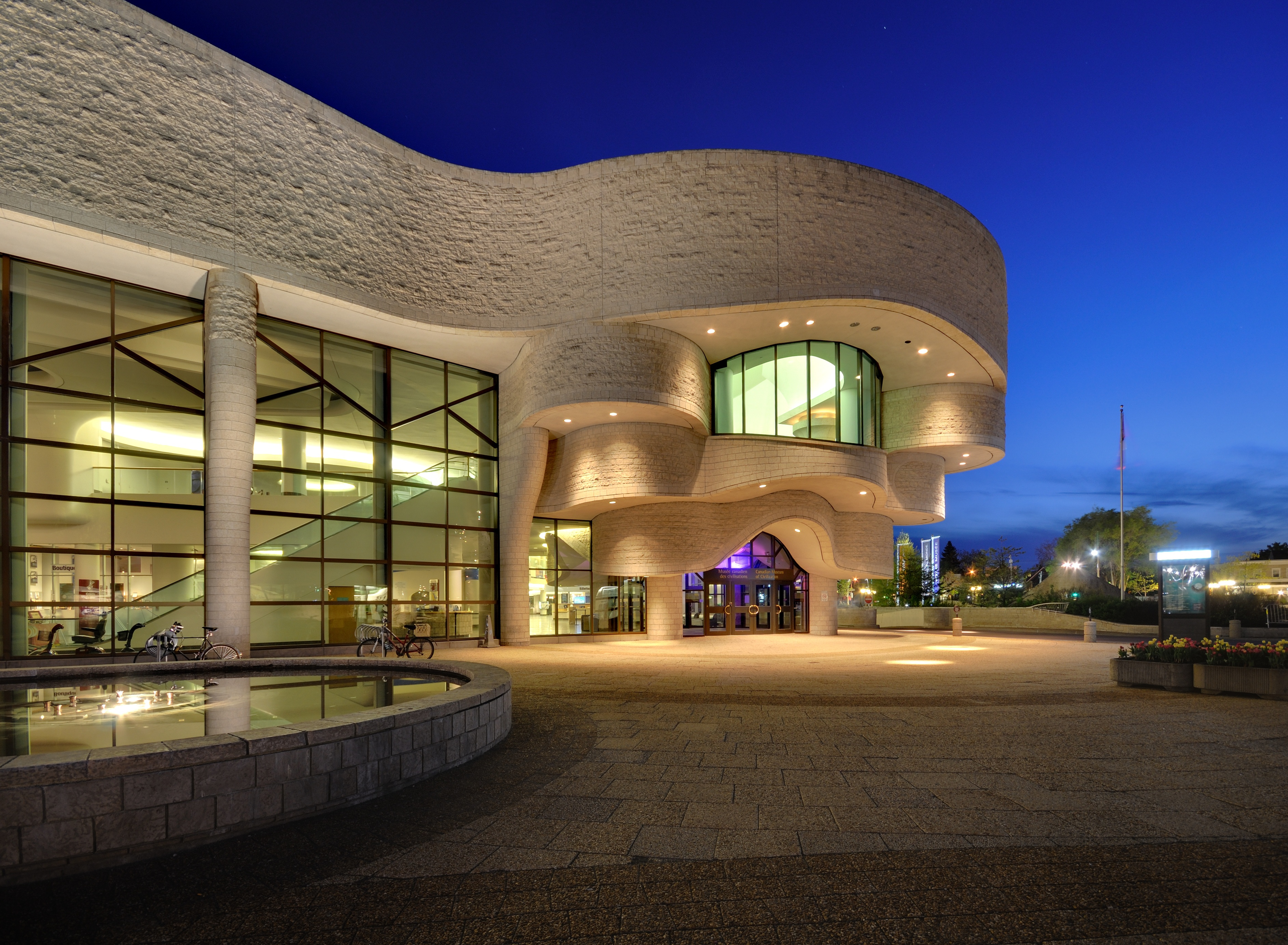
カナダ歴史博物館

カナダ歴史博物館（英語：Canadian Museum of History、仏語：Musée canadien de l’histoire）はカナダ・ケベック州ガティノーにある国立歴史博物館である。2013年末に「カナダ文明博物館」から改称された。

## 概要
首都オタワの対岸にあり、オタワ川を挟んで国会議事堂からちょうど反対側の位置にある。歴史博物館ではカナダにおける人類史や文化多様性にまつわる文物の収集、研究、保存、展示を行なっている。
カナダ子どもの博物館（Canadian Children's Museum）、IMAXシアターが併設されている。

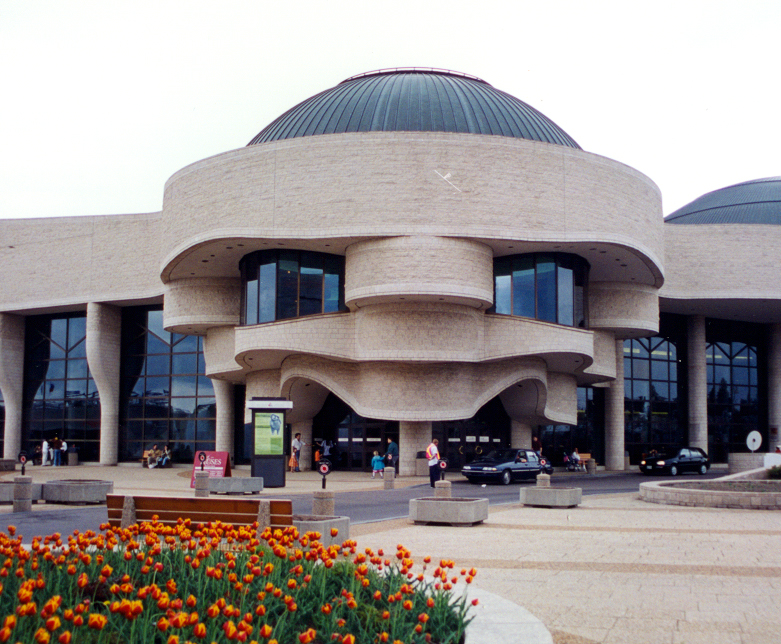
博物館入口

グランドホール、ファーストピープル・ホール、カナダ・ホールなどのカナダ人類史についての常設展示に加えて、現在や過去の他国の文明・文化などについての特別展示も開催されている。

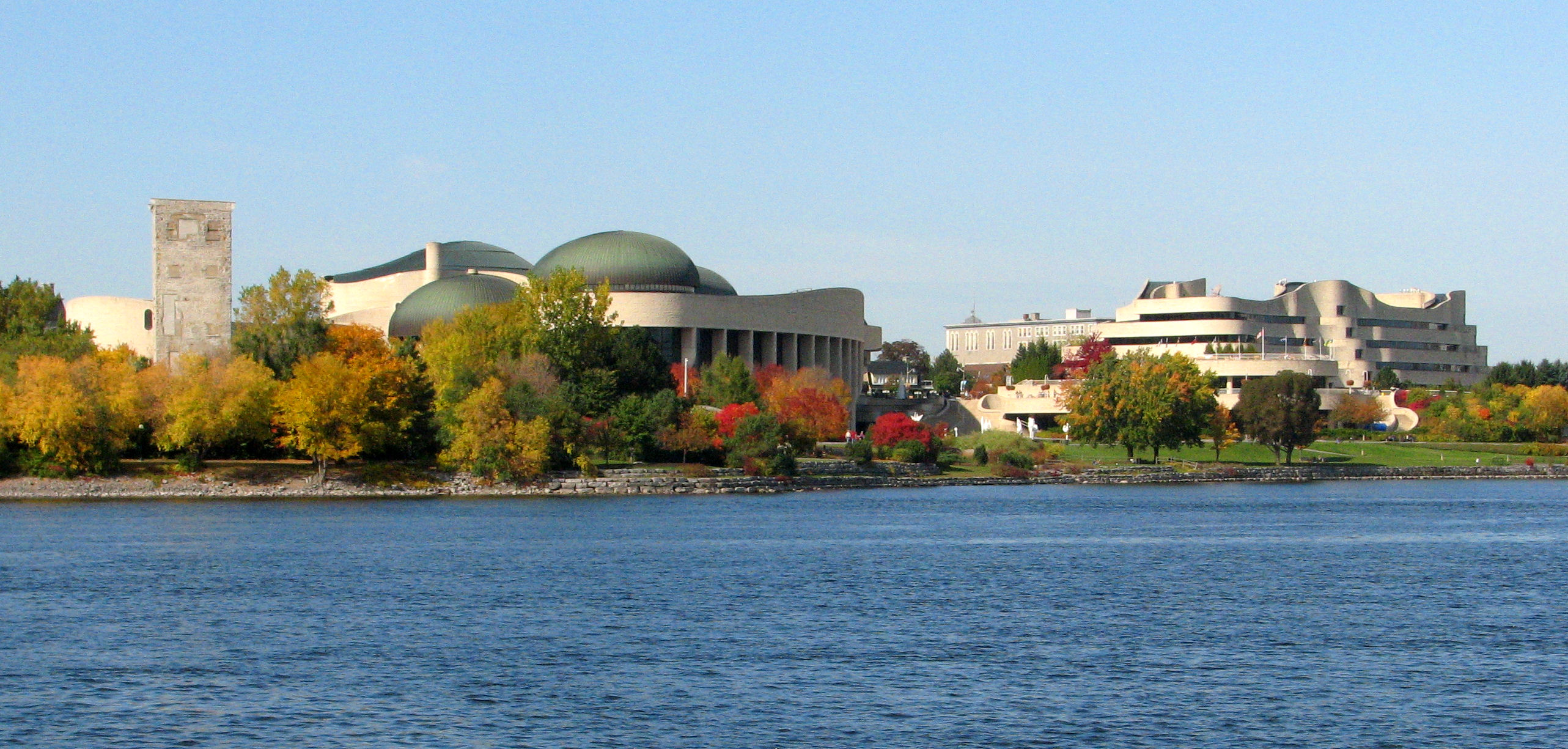
オタワから見た博物館。一般公開展示は緑の屋根の建物にある。右側は事務所及び研究棟

オタワ川及び対岸のパーラメントヒルを背景としたダイナミックな景観を眺望する幅112mの巨大なガラス窓や、カナダ楯状地の氷河や先住民の顔をモチーフにした外観の建築は、カナダ人建築家ダグラス・カーディナルの設計である。

## 沿革
1856年にモントリオールに設置されていたカナダ地質学研究所の博物館（Geological Survey of Canada Museum）が一般公開されたことが、この国立博物館の起源とされている。
1910年にオタワ市街中心地にある現在のカナダ自然博物館の建物に移動、名称も「カナダ国立博物館（National Museum of Canada）」と変更された。この際にはカナダ国立美術館も博物館の一部であった。1962年に美術館は別の建物に移設された。
1968年に、カナダ国立博物館が「自然博物館（Museum of Nature）」と「人類博物館（Museum of Man）」に分割された。両博物館とも同じ建物内に併存していたが、1982年ピエール・トルドー政権が人類博物館を対岸のケベック州ハルに移設すると発表。名称に異論があったため、1986年のオープン時には募集により新博物館の名称が「カナダ文明博物館（Canadian Museum of Civilization）」とされた。
歴史にもっと焦点を当てカナダ独自の歴史やアイデンティティーへの理解を深めることをより重要な目的とするため、2013年に博物館の名称が「カナダ歴史博物館」に変更された。